# Sinaly Diomandé
Sinaly Diomandé (Djékanou, 9 april 2001) is een Ivoriaans voetballer die doorgaans als centrale verdediger speelt. Hij verruilde het Malinese Guidars FC in september 2019 voor Olympique Lyon. Diomandé debuteerde in 2020 in het Ivoriaans voetbalelftal.

## Clubcarrière
Diomandé werd opgeleid op de voetbalschool van Jean-Marc Guillou in Abidjan. Hij ging daarna in Mali spelen bij Guidars FC. Olympique Lyon haalde hem in september 2019 vervolgens naar Frankrijk. Diomandé speelde eerst een jaar in het tweede elftal van Lyon. Hij debuteerde op 18 september 2020 in de hoofdmacht, tijdens een wedstrijd in de Ligue 1 tegen Nîmes Olympique. Hij kwam dat jaar tot 27 competitiewedstrijden, waarvan 10 als basisspeler. Diomandé miste vanwege verschillende blessures bijna vijf maanden van seizoen 2021/22, maar vocht zich begin 2023 terug in het basiselftal van Lyon.

## Interlandcarrière
Diomandé  debuteerde op 8 oktober 2020 in het Ivoriaans voetbalelftal. Bondscoach Patrice Beaumelle gaf hem toen een basisplaats in een oefeninterland tegen België (1–1). Hij speelde daarna ook verschillende kwalificatiewedstrijden voor het Afrikaans kampioenschap 2021. Tijdens het toernooi zelf zat hij (geblesseerd) thuis.